# ۹۸۴ (خورشیدی)
۹۸۴ نهصد و هشتاد و چهارمین سال هجری خورشیدی است.